# Clathraria atrorubens
Clathraria atrorubens is een zachte koraalsoort uit de familie Melithaeidae. De koraalsoort komt uit het geslacht Clathraria. Clathraria atrorubens werd in 1870 voor het eerst wetenschappelijk beschreven door Gray. 